# Włodkowo
Włodkowo – osada w Polsce położona w województwie warmińsko-mazurskim, w powiecie bartoszyckim, w gminie Górowo Iławeckie.
W latach 1975–1998 miejscowość należała administracyjnie do województwa olsztyńskiego.
W miejscowości brak zabudowy.